# Maria Ana de Schwarzenberg
Maria Ana de Schwarzenberg (Viena, 25 de dezembro de 1706 — Rastatt, 12 de janeiro de 1755) foi uma princesa de Schwarzenberg por nascimento e marquesa consorte de Baden-Baden pelo seu casamento com Luís Jorge de Baden-Baden.

## Família
Maria Ana foi a filha primogênita do príncipe Adão Francisco de Schwarzenberg e de Leonor de Lobkowicz. Seus avós paternos eram o príncipe Fernando Guilherme Eusébio de Schwarzenberg e a condessa Maria Ana de Sulz. Seus avós maternos eram o príncipe Fernando Augusto Leopoldo de Lobkowicz e a marquesa Maria Ana Guilhermina de Baden-Baden.
Ela teve um único irmãos mais novo: João I Adão de Schwarzenberg, marido de Maria Teresa de Liechtenstein.

## Biografia
No dia 18 de março de 1721, aos quatorze anos de idade, Maria Ana casou-se com o marquês Luís Jorge, de dezoito anos, no Castelo de Český Krumlov, na Boêmia. O marquês era filho de Luís Guilherme de Baden-Baden e de Sibila de Saxe-Lauemburgo.
O casal teve quatro filhos, duas meninas e dois meninos.
A marquesa Maria Ana faleceu no dia 12 de janeiro de 1755, aos 48 anos de idade, e foi enterrada na Igreja Colegiada de Baden-Baden.
Seu marido casou-se com Maria Ana Josefa da Baviera, porém, não teve mais filhos. Ele morreu em 22 de outubro de 1761, apenas alguns anos após sua primeira esposa.

## Descendência
- Isabel Augusta de Baden (16 de março de 1726 – 7 de janeiro de 1789), esposa do conde Miguel Venceslau de Althann. Sem descendência;
- Carlos Luís Damião de Baden (25 de agosto de 1728 – 6 de julho de 1734);
- Luís Jorge de Baden (11 de agosto de 1736 – 11 de março de 1737);
- Joana de Baden (28 de abril de 1737 – 29 de abril de 1737).